# Half-Life 2
A Half-Life 2 egy belső nézetes, lövöldözős (FPS) sci-fi számítógépes játék, a nagy sikerű Half-Life folytatása. A Valve Software adta ki 2004. november 16-án, 5 éves fejlesztés után, csúszva, ugyanis a játék forráskódja egy hackertámadást követően nem sokkal az eredeti megjelenés időpontja előtt kikerült az internetre. A játék egybehangzóan jó kritikákat kapott, 35 Év Játéka díjat bezsebelve 2004-ben. Eredetileg csak Windows-alapú PC-kre adták ki, de azóta átírták Xbox 360 és PlayStation 3 alá. 2010-ben megjelent Mac OS X, 2013-ban Linux platformon, 2014-ben pedig az Android-ra is.
A játék a fikcionális City 17-ben és környékén játszódik a közeljövőben. A főszereplő a tudós Gordon Freeman, aki doktorátust szerzett elméleti fizikából. Dr. Freeman egy disztópikus környezetbe csöppen, ahol a Black Mesában történt baleset következtében nyílt portálkapukon érkezett idegenek uralják a Földet. Freeman hamar rákényszerül arra, hogy a túlélés érdekében felvegye a harcot a növekvő számú ellenfelekkel. Harcához idővel sokan csatlakoznak, többek közt a régi kollégái Black Mesából, City 17 lázadó polgárai, és a Vortigauntok.
A játék Source grafikai motort használja, ami magában foglalja a Havok fizikai motor egy nagyban módosított verzióját. A Half-Life 2 jó kritikáinak oka a komputeranimáció, hang, narráció, grafika, mesterséges intelligencia (MI) és fizika terén végzett úttörő tevékenysége. A forráskód kiszivárgásának eredményeképp nagyjából 4 millió másolt példányt adtak el. A Steam digitális eladásainak és hagyományos eladások számait nem fedték fel, de mindent összevetve a Half-Life 2 márkanév - beleértve a Counter-Strike és Day of Defeat játékot - 15 millió eladott példányt jelent.

## Történet
|  | Alább a cselekmény részletei következnek! |

### Prológus
Az eredeti Half-Life, amelyet 1998. november 19-én adtak ki, legnagyobbrészt a Black Mesa Kutató Intézménynek nevezett civil és katonai laboratórium-komplexumban játszódik. Egy kísérlet során, a kutatók véletlenül egy baleset folytán „kényszerrezgés-gerjedést” (resonance cascade) idéznek elő, amely portált nyit a Black Mesa és a Xen nevű, földönkívüliek által lakott dimenzió között. A Xenről agresszív élőlények özönlenek a Black Mesaba a dimenziókapun keresztül és mindenkivel végeznek, akit csak találnak. A játékos Gordon Freemant irányítja – aki egyike azon kutatóknak, akik részt vettek a tragikus kimenetelű kísérletben – a létesítmény elhagyására tett kísérletei során. A játék végén Gordon a Xenen végez a Nihilanth-tal, aki nyitva tartotta a portálkapu Xen felőli oldalát, majd állást kap a titokzatos G-Mantől. Freemant G-Man végül sztázisba (mélyalvásba) helyezi.
A Half-Life 2 azt a vonalat viszi tovább, amelyikben Freeman elfogadja G-Man ajánlatát. A Half-Life 2 ott veszi fel a történet fonalát, amikor G-Man felélesztette Gordont a sztázisból, és feltette egy vonatra, amely City 17-be viszi őt, meghatározatlan idővel a black mesa-i incidens után. Hivatalos források szerint a játék 10 évvel az első rész után játszódik (Mark Laidlaw író és a fejlesztők szerint), míg a Half-Life 2: Episode One hivatalos honlapja a cselekményt "majd' két évtizeddel" a Half-Life történései utánra helyezi.

## Fejezetek
- 1. Point Insertion / Bekapcsolódási pont
- 2. Red Letter Day / Pirosbetűs ünnep
- 3. Route Kanal / Csatornajárás
- 4. Water Hazard / Veszélyes vizeken
- 5. Black Mesa East / Black Mesa Kelet
- 6. We don't go to Ravenholm / "Nem járunk Ravenholmba.."
- 7. Highway 17 / 17-es főút
- 8. Sandtraps / Homokcsapdák
- 9. Nova Prospekt / Nova Prospekt
- 10. Entanglement / Összefonódás
- 11. Anticitizen One / Első számú antipolgár
- 12. Follow Freeman! / Kövessétek Freemant!
- 13. Our Benefactors / A jótevőink
- 14. Dark Energy / Sötét energia
- 15. Credits / Készítők

### Cselekmény
A játék elején G-Man beszél Gordon Freemanhez egy hallucinációszerű vízió során, mielőtt Freeman kikerült a mélyalvásból. A Föld fölött egy Combine néven ismert idegen faj vette át az uralmat. Gordon összefut Barney Calhounnal, akivel elindulnak Doctor Isaac Kleiner laborjába, mialatt a Civil Védelem katonái üldözik őket. Freeman végül találkozik Alyx Vance-szel, akinek segítségével bejutnak a laborba. A rejteklaborban megkísérlik Alyxot és Gordont átteleportálni Black Mesa Eastbe, ám csak a lánynak sikerül átjutnia, Gordont a meghibásodott szerkezet – Dr. Breen irodája után (ami miatt Combine-t is riasztják) a labor melletti udvarba teleportálja. Barney tanácsára Gordon elindul Eli Vance laborja felé.
Mialatt gyalog menekül a város csatornarendszerében, Gordont a Combine emberei üldözik, majd egy lázadó előőrs ellátja őt egy kétéltű járművel. Hogy, hogy nem, a Combine hamar kiszúrja a járművet és egy vadász-támadó helikoptert küldenek ellene. Egy hasonló típusú helikopterről kimentett fegyverrel Gordon végül lelövi az üldöző gépet. Nem sokkal később megérkezik Black Mesa Eastbe és végre találkozik Doctor Eli Vance-szel és Doctor Judith Mossmannel, s újra láthatja Alyxot. A lánytól itt kapja meg a "Zéro-Pont Energiamező Manipulátort" (angolul Gravity Gun), amelyet eredetileg veszélyes eszközök mozgatására fejlesztettek ki. Alyx megtanítja Gordont a kezelésére, miközben megismerkedünk DOG-gal, az ő óriási házikedvenc robotjával. A labort megtámadják a Combine emberei, emiatt Gordon szökésre kényszerül egy régi alagúton keresztül, amely Ravenholmba vezet.
Ravenholm egy, a Combine által headcrabekkel és zombikkal benépesített szellemváros, ahol Grigori atya az utolsó emberi túlélő. Grigori segít Gordonnak átkelni Ravenholmon, s ő mutatja meg az utat City 17 hajógyára felé. Alyx értesíti Freemant rádión keresztül, hogy Elit elfogták és egy Nova Prospekt nevű börtönlétesítménybe szállítják, ahol kínzások várnak rá. Freeman elindul Nova Prospekt felé egy buggy-val, és egy kitérő alkalmával segít Odessa Cubbage ezredesnek a Combine egyik nehéz csatahajójának elpusztításában egy rakétavető segítségével. Cserébe Freeman megtarthatja a fegyvert. Utazását az antlionok és egy antlion királynő teszi még nehezebbé. Miután a királynővel végzett, egy vortigaunt pheropodokat szed ki a tetemből. Ezek segítségével Gordon képessé válik az Antlionok irányítására (a királynők esetében erre nem képes).
Nova Prospektben Freeman Eli Vance keresésére indul. Alyx ismét csatlakozik Gordonhoz, majd közösen megtalálják Elit és Doctor Judith Mossmant (akiről közben kiderül, hogy a Combine kémje). Mossman kihasználva a keletkezett zavart, átteleportálja magát és Elit a Citadelbe. Gordon és Alyx dr. Kleiner laborjába teleportálja magát, ám a szerkezet meghibásodásából hatalmas robbanás rázza meg Nova Prospektet, s ők egy héttel a teleportáció után érkeznek meg a laborba. A kiesett hét alatt sok minden történik: a robbanást az – időközben jelentősen megerősödött – ellenállás jelnek veszi, s az összecsapások a Combine és az Ellenállás között háborús zónává változtatják City 17-t. Gordon vezeti az ellenállás harcosait a Citadelig, hogy kiszabadítsa Elit, míg Alyx dr. Kleinernek segít a laborja kiürítésében. Később a lány is csatlakozik hozzá, s vele tart a Combine egyik erőműve elleni támadás során, de az ellenség elfogja őt. Barneyval Freeman végül eléri a Citadelt, s ártalmatlanná tesz jó pár Stridert is.
Gordon egy földalatti járaton keresztül jut be a Citadelbe. Az összes fegyverét elveszti egy "elkobzó mező" miatt, kivéve a Gravity Gunt, amit a mező megerősít, s organikus testek mozgatására is alkalmassá teszi, segítve Gordont bosszúja kitöltésében a Citadelben. Freeman belép egy szűkítő berendezésbe, mely elviszi őt Doctor Breenhez. Doctor Judith Mossman Breennél van, s a férfi behívja Elit és Alyxot, akik hasonló berendezések rabjai. A szembesítés során dr. Wallace Breen megjegyzi, hogy Freeman szolgáltatásai egy magasabb célt szolgálnak. Ahogy Breen a Vance-ket fenyegeti, végül ellene fordítja Judithot. Breennek végül sikerül a "Sötét Energia Reaktorba" szöknie, a Citadel tetejére, azzal a céllal, hogy egy teleporttal távozzon a Földről. Gordon és Alyx üldözőbe veszi, és Gordon elpusztítja a reaktort, és ezzel nem csak áramtalanítja a Citadelt, de Breen szökését is meghiúsítja. A reaktor pusztulása hatalmas robbanást idéz elő, mely Alyx és Gordon életét is veszélyezteti. A reaktor robbanásának pillanatában azonban az idő megáll, a G-Man felbukkan, és Freeman sikeres erőfeszítéseit méltatja, mielőtt visszahelyezi Gordont a sztázisba, s egy tiszta fényből készült ajtó mögé helyezi. A játék ugyanúgy végződik, mint ahogy kezdődött: sötétségben. A történet fonalát innen a Half-Life 2: Episode One viszi tovább.

### Narráció
Végig, az egész játék alatt, Freeman sosem beszél, s az akció kizárólag az ő szemszögéből látszódik: nincsenek átvezetők, jelenetkimaradások, időbeli ugrások, vagy befejezetlen cselekmények.
Sok kritika érte a narráció teljes hiányát a Half-Life-ban, hisz' korlátozza, hogy mennyire ismerhetjük meg a háttértörténetet. Az átvezetők és egyéb magyarázatok hiányának következtében a játékos sosem láthatja közvetlenül, hogy mi történt, amíg Gordon mélyalvásban volt. Végtére is, nem teljesen tiszta, hogy mennyire létezik Gordon, mint különálló karakter, a játékos személyiségén kívül. A Half-Life kezdete óta a Valve igyekszik hangsúlyozni, hogy a játékos és Gordon Freeman élménye egy és ugyanaz. A Valve játékossal szemben alkalmazott stratégiája Eli laborjában látszik a legjobban: a Gordon arcára kiülő emóciókra reagálnak az NPC-k, s "válaszolnak rá".

### Helyszín
A Half-Life 2 változatos terekkel operál, a kelet-európai stílusú City 17-től és a zombik által fertőzött Ravenholmtól, a tengerparti úton keresztül, amely Nova Prospektbe vezet, a masszív Combine Citadelig. Viktor Antonov, – a Half-Life 2 művészeti vezetője – szerint Kelet-Európa remek helyszín a játék számára, hisz itt keveredik a régi és a modern építészet, a történelem szálai összefutnak, s „a gótikus témák és a vámpírok hallatán Prágára asszociál az átlagember”.
A játék helyszínein sokszor láthatunk cirill betűket a falfirkáknál és feliratokon. Öreg kocsik láthatóak mindenhol szétszórva, hasonlóak, mint amilyeneket Kelet-Európában lehet találni, például Zaporozsecek, Moszkvicsok, LIAZok, ZiLek, Trabantok és Volgák. Gordon a játék során egy Új Kis-Odesszának nevezett tengerparti lázadó előőrsön is jár: Odessza egy fontos parti város Ukrajnában. Grigori neve szokványos Kelet-Európa országaiban, s az atya akcentusa sztereotipikusan kelet-európai. Egy Laszlo nevű férfi is szerepel a játékban, aki az Antlionok áldozatává válik.
|  | Itt a vége a cselekmény részletezésének! |

## Zene
A zenét, hasonlóképpen az első részhez, Kelly Bailey szerezte.
Számlista:
| - 1. Hazardous Environments (01:24) - 2. CP Violation (01:45) - 3. The Innsbruck Experiment (01:07) - 4. Brane Scan (01:40) - 5. Dark Energy (01:32) - 6. Requiem For Ravenholm (00:33) - 7. Pulse Phase (01:09) - 8. Ravenholm Reprise (00:52) - 9. Probably Not A Problem (01:26) - 10. Calabi-Yau Model (01:46) - 11. Slow Light (00:44) - 12. Apprehension And Evasion (02:17) - 13. Hunter Down (00:15) - 14. Our Resurrected Teleport (01:11) - 15. Miscount Detected (00:48) - 16. Headhumper (00:08) - 17. Triage At Dawn (00:45) - 18. Combine Harvester (01:25) - 19. Lab Practicum (02:54) - 20. Nova Prospekt (01:57) - 21. Broken Symmetry (01:03) - 22. LG Orbifold (02:52) | - 23. Kaon (01:11) - 24. You're Not Supposed To Be Here (02:41) - 25. Suppression Field (00:55) - 26. Hard Fought (01:15) - 27. Particle Ghost (01:40) - 28. Shadows Fore And Aft (01:26) - 29. Neutrino Trap (01:35) - 30. Zero Point Energy Field (01:41) - 31. Echoes Of A Resonance Cascade (01:38) - 32. Black Mesa Inbound (02:13) - 33. Xen Relay (00:39) - 34. Tracking Device (01:03) - 35. Singularity (01:19) - 36. Dirac Shore (01:26) - 37. Escape Array (01:26) - 38. Negative Pressure (01:57) - 39. Tau-9 (02:05) - 40. Something Secret Steers Us (02:02) - 41. Triple Entanglement (01:32) - 42. Biozeminade Fragment (00:32) - 43. Lambda Core (01:44) |